# Territorialprälatur Jesús María del Nayar
Die Territorialprälatur Jesús María del Nayar (lat.: Praelatura Territorialis Nayariana de Iesu et Maria, span.: Prelatura de Jesús María del Nayar) ist eine in Mexiko gelegene römisch-katholische Territorialprälatur mit Sitz in El Nayar.

## Geschichte
Die Territorialprälatur Jesús María del Nayar wurde am 13. Januar 1962 durch Papst Johannes XXIII. aus Gebietsabtretungen der Bistümer Colima und Zacatecas sowie des Erzbistums Durango errichtet. Die Territorialprälatur wurde dem Erzbistum Guadalajara als Suffragan unterstellt.

## Prälaten von Jesús María del Nayar
- Manuel Romero Arvizu OFM, 1962–1992
- José Antonio Pérez Sánchez OFM, 1992–2010
- José de Jesús González Hernández OFM, 2010–2022, dann Bischof von Chilpancingo-Chilapa
- Andrés Sáinz Márquez, seit 2025